# Mariebergs handelsområde
Mariebergs handelsplats är ett köpcentrum vid E20 söder om Örebro.  År 2002 förvärvades Marieberg Centrum av Steen & Strøm AB och de blev då hundraprocentig ägare. På Mariebergs handelsplats finns Marieberg Galleria och dessutom några större specialvaruhus, som Ikea, Bauhaus, Elgiganten och Power. Ett antal mindre, fristående butiker finns också på området.
Under årens lopp har centrumet genomgått större renoveringar sedan det öppnades 1988. Fysiska om- och tillbyggnader har pågått sedan år 2007. Dessutom har det tillkommit nya parkeringsplatser, cirkulationsplatser och tillfartsvägar. Nu finns det ca 100 butiker, kaféer, restauranger på en yta av 44 000 m². Mariebergs handelsområde, har en av Sveriges största gallerior. Mariebergs handelsområde är beläget i Rävgräva/ Palmbohult.